# Los colimbas se divierten
Los colimbas se divierten (originalmente titulada "Los soldados se divierten") es una película cómica argentina estrenada el 17 de febrero de 1986 por el director Enrique Carreras.
Esta película es la primera de la trilogía de los soldados Colifo y Pumba, interpretados por los actores cómicos Alberto Olmedo y Jorge Porcel, respectivamente.
En los títulos originales de la película, la misma es presentada como "Los soldados se divierten", sin embargo, en posteriores entregas y carteleras, el término "soldados" fue reemplazado por el término "colimbas", vulgarmente popularizado en la jerga militar argentina, siendo a partir de allí conocida y recordada por el título "Los colimbas se divierten".

## Sinopsis
Alberto Colifo y Jorge Pumba son dos músicos argentinos de mediana edad que llevan años viviendo en Europa. Cuando se refugian en la embajada argentina luego de causar un problema en su lugar de trabajo, conocen a dos muchachas argentinas, a quienes les piden dinero para poder volver a la Argentina. Una vez en Argentina, las autoridades de migración descubren, que décadas atrás, el dúo debía hacer el servicio militar obligatorio pero nunca lo hicieron. A pesar de sus protestas de que ya están demasiado viejos para servir en el ejército como reclutas, Pumba y Colifo son conscriptos y enviados a Campo de Mayo a completar su entrenamiento. 
Allí se desatarán toda clase de situaciones cómicas durante el entrenamiento militar de Pumba, Colifo y sus compañeros conscriptos y también en sus intentos de escapar del cuartel para cortejar a las hijas de su comandante.

## Reparto
| Actor                   | Personaje                  |
| ----------------------- | -------------------------- |
| Alberto Olmedo          | Alberto Colifo             |
| Jorge Porcel            | Jorge Pumba                |
| Javier Portales         | Coronel Cayetano           |
| Mario Sánchez           | Sargento Sánchez           |
| Adolfo García Grau      | Principal Monteleña        |
| Adriana Salgueiro       | Susana, hija del Coronel   |
| Cris Morena             | Monica, hija del Coronel   |
| Nelly Beltrán           | Jimena, esposa del Coronel |
| Leticia Moreira         | Hermana del Soldado Russo  |
| Carlos Russo            | Soldado Russo              |
| Néstor Robles           | Cabo 1º Robles             |
| Edgardo Mesa            | Periodista                 |
| Raúl Ricutti            | Vendedor de naranjas       |
| Elvira Romei            | Cabo 1.ª Enfermera         |
| Carlos Vanoni           | Capitán                    |
| José Luis Gioia         | Borracho en Cabaret París  |
| Tatave Moulin           | Presentador Cabaret París  |
| Joaquín Piñón           | Viejo en Plaza             |
| Cayetano Biondo         | Don Braulio                |
| Roberto Aita            |                            |
| Aurora del Mar          |                            |
| José Luis Membrives     |                            |
| Matilde Mur             |                            |
| Mario Ernesto Olivietti |                            |
| Marcos Woinski          |                            |
| Carlos Kerestegian      |                            |